# 丙酮亚胺
丙酮亞胺（英語：Acetone imine）是一種有機化合物，化學式為(CH3)2CNH。 它在室溫下是一種易揮發和易燃的液體。它是最簡單的酮亞胺。

## 合成與反應
丙酮亞胺是由丙酮氰醇製備的丙酮氰胺經脫氰和氫反應制得。二環己基碳二亞胺 (CyN=C=NCy) 作為氰化氫的清除劑：
(CH3)2C(NH2)CN  + CyN=C=NCy → (CH3)2CNH + CyN(H)-C(CN)=NCy

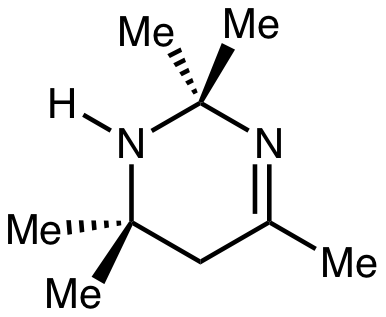
室溫下靜置後，丙酮亞胺會分解產生稱為Acetonin的雜環。

該化合物容易水解：
(CH3)2CNH  +  H2O → (CH3)2CO + NH3
這種反應性來自於氨，是亞胺的特徵。亞甲基亞胺（CH2=NH）也具有高反應性，可縮合為六亞甲基四胺。靜置後，丙酮亞胺進一步縮合生成稱為Acetonin的四氫嘧啶，同時失去氨分子。
相比之下，六氟丙酮（(CF3)2C=NH）亞胺的穩健性更强。